# Šlomo Mola
Šlomo Mola též Šlomo Neguse Mola (hebrejsky: שלמה מולה) je izraelský politik a bývalý poslanec Knesetu za strany ha-Tnu'a a Kadima.

## Biografie
Narodil se 21. listopadu 1965 jako člen židovské komunity takzvaných falašů v malé vesnici se 40 rodinami v provincii Gondar v Etiopii. V roce 1984 se rozhodl emigrovat pěšky do Izraele, ale v Súdánu se setkal s Izraelci, kteří ho letecky dopravili do Izraele v rámci tzv. operace Mojžíš. Vysokoškolské vzdělání bakalářského typu v oboru sociální práce získal roku 1991 na Bar-Ilanově univerzitě. Následovalo další studium práva na Ono Academic College zakončené v roce 2005. Žije v Rišon le-Cijon, je ženatý, má tři děti. Sloužil v izraelské armádě, působil jako velitel záložní jednotky v Haifě. Hovoří hebrejsky a amharsky.

## Politická dráha
Už v letech 1987–1990 byl spolupředsedou organizace etiopských studentů v Izraeli. V letech 1991–1993 řídil v Tiberiasu tamní centrum Židovské agentury pro absorpci imigrantů. Pro tutéž organizaci v letech 1995–1997 pracoval jako inspektor absorpčních center a jazykových center ulpan v severním Izraeli. V letech 1999–2005 v Židovské agentuře vedl její etiopskou divizi. Od roku 2006 je členem sionistické exekutivy ve Světové sionistické organizaci.
Koncem 90. let 20. století neúspěšně kandidoval do parlamentu za stranu Jisra'el ba-alija. Do Knesetu nastoupil jako náhradník až dva roky po volbách roku 2006, v únoru 2008, a to za stranu Kadima. Stal se členem výboru pro otázky vnitra a životního prostředí, pro finance, pro status žen, petičního výboru, výboru práce, sociálních věcí a zdravotnictví a výboru pro imigraci, absorpci a záležitosti diaspory. Výrazné zastoupení ve výborech si udržel i po volbách roku 2009, v nichž byl nyní již řádně zvolen za Kadimu. Zasedal ve výboru pro ústavu, právo a spravedlnost, výboru pro status žen, petičním výboru, výboru pro zahraniční záležitosti a obranu nebo ve výboru pro vědu a technologie. Ve volbách roku 2013 se umístil na osmém místě kandidátní listiny, ale o poslanecký mandát přišel, protože strana získala pouze šest křesel.
V roce 2015 povzbuzoval etiopské Izraelce, aby odmítali platit daně nebo sloužit v izraelských ozbrojených silách na protest proti rasismu v Izraeli. V roce 2019 přešel do levicové strany Merec.